# Chaourse
Chaourse település Franciaországban, Aisne megyében. Lakosainak száma 497 fő (2022. január 1.). Chaourse Agnicourt-et-Séchelles, Clermont-les-Fermes, Montcornet, Montigny-le-Franc, Renneval, Vigneux-Hocquet, La Ville-aux-Bois-lès-Dizy és Vincy-Reuil-et-Magny községekkel határos.

## Népesség
A település népességének változása:
| Lakosok száma | 769  | 551  | 522  | 541  | 525  | 532  | 539  | 544  | 527  | 497  |
|               | 1968 | 1982 | 1990 | 2006 | 2013 | 2015 | 2017 | 2019 | 2020 | 2022 |